# 越占戰爭 (1367年–1396年)
越占戰爭 (1367年–1396年)指的是1367年至1396年越南陳朝與占婆之間發生的戰爭。

## 年表
- 陳藝宗紹慶二年（1371年）閏三月，占城入寇國都。事緣楊日禮被廢黜時，其母出逃占城，誘使入寇，以替楊日禮雪恨。占軍從大安海門直攻國都，藝宗逃到東岸江（在古法亭的榜村）躲避。該月二十七日（西曆5月12日）[1]，占軍攻陷國都，焚毁宮殿，虜掠女子玉帛而回。《大越史記全書》的作者說這是國防鬆懈所致，並謂戰亂將接踵有來，「時承平日久，邊城無備，寇至無兵可禦，賊燒焚宮室，圖籍為之掃空，國家自此多事矣。」[2]
- 陳睿宗皇帝於隆慶五年（該年亦即陳廢帝昌符元年，1377年）親征占城時戰死，占城更再次進犯越都昇龍。前一年（隆慶四年，1376年）五月，占城入寇大越邊地，陳睿宗遂決定親征。結果在隆慶五年正月，陳睿宗在占城境內被制蓬峩的軍隊擊斃。上皇陳暊便於五月十三日（6月19日）[3]，立陳晛為帝，是為陳廢帝。該年六月，占城再入寇大越，上皇聞悉後，便派將到大安海口佈防，占軍知上皇已有戒備，改由神符海口（在今越南寧平省）擄掠昇龍，數天後才離去。[4][5]
- 昌符二年（1378年）五月，占城出兵入寇乂安府，並於六月入大黃江，擊敗越軍，又一次進犯京師，擄掠而還。[6][7]
- 昌符四年（1380年），二、三月間，占軍入寇大越國的乂安、清化等地。上皇派黎季犛、杜子平等率軍，在虞江（在今越南清化省）迎戰占軍。五月，黎季犛在虞江得勝，占王制蓬峩戰敗遁歸。[7]
- 昌符六年（1382年）二月，占城入寇清化，前進至神投津（在今越南寧平省）時，被越將阮多方擊敗。阮多方乘勝追擊，至三月，追到乂安城而還。[8][7]
- 昌符七年（1383年），在大越上皇陳暊及占王制蓬峩的領導下，雙方互有攻守。該年正月，上皇命黎季犛率舟師攻占城，但行軍至吏部娘灣（在今越南河靜省奇英縣）時，戰船遭風濤折壞而回。六月，占王制蓬峩領軍到廣威鎮，向越都昇龍進逼。上皇派軍抵禦，不利，便命阮多方留守國都，自己卻離京逃到東岸江（在古法亭的榜村）。當時有士人阮夢華「衣冠下水，牽挽御舟，請留討賊」，上皇卻畏懼不從。此舉被後黎朝史官吳士連猛烈抨擊：「藝皇無勇，賊未至而先避，其如國人何？夢華一士人也，猶能留之，肉食者可鄙也哉！」到該年十二月，占軍才撤退。[9][7]
- 光泰二年（1389年）及光泰三年（1390年）間的戰事最為激烈，占王制蓬峩最終戰死。光泰二年十月，占軍入寇清化等地，黎季犛等將率兵抵抗，但都不敵而退。十一月，上皇命將陳渴真領兵抵禦。此時，上皇感到絕望，看見陳渴真「慷慨涕泣拜辞」，自己「亦泣，下目送之」。與此同時，十二月，大越國內又有僧人范師溫的作亂，並曾一度攻陷國都升龍，上皇與陳順宗皇帝棄京出逃，瞬即遣將軍黃奉世討平。到光泰三年正月二十三日（西曆2月8日）[10]，陳渴真部隊於海潮江（在今越南太平省與興安省境內）遇上占軍，用火銃擊斃制蓬莪，越軍將其首級割下。捷報傳來時，正在熟睡的上皇還虛怯得以為是占軍攻到，但當看到制蓬峩的首級後大喜，說：「我與蓬莪相持久矣，今日始得相見，何異漢高祖見項羽首！天下定矣。」占城將領羅皚則帶著制蓬峩的屍身與餘眾落荒而回。[11][12]
- 連年大戰使陳朝元氣大傷，秩序大亂，國內投向占城的民眾甚多。《大越史記全書》載，「是時，乂安人懷貳，新平、順化多叛從占，故土哩之人四散遊擊，莫之能禦，朝廷雖以黎可鑄為兩路安撫使，但在京遙鎮，未嘗到郡」，就只有少數的地方土豪願意歸降陳氏朝廷。[13]